# L'Arche du temps
L'Arche du temps (titre original : Witch World) est un roman d’Andre Norton publié en 1963.

## Résumé
Tregarth a gravi les échelons de la hiérarchie militaire durant la Seconde guerre mondiale depuis simple soldat au grade de lieutenant-colonel. Démobilisé, il est accusé de s'adonner au marché noir et à la concussion.
Il est poursuivi par des membres d'une organisation qui veut « lui faire la peau ».
Alors qu'il est pourchassé et prêt à être tué, Tregarth est contacté par le Dr Jorge Petronius, un homme à la réputation sulfureuse. Petronius raconte à Tregarth une histoire à dormir debout concernant une Pierre de pouvoir, issue de la Légende arthurienne, selon laquelle cette Pierre aurait le pouvoir d'ouvrir un monde parallèle.
Ne croyant en rien à cette histoire mais au bout du rouleau, Tregarth remet à Petronius l'argent qui lui reste. Il est alors transporté dans une contrée étrange où règne la Magie.
Il arrive dans un endroit au moment même où se déroule une chasse sauvage : une jeune femme esseulée est pourchassée par des chiens d'attaque sanguinaires, dirigés par deux cavaliers. Tregarth sauve la femme, qui est une sorcière appelée Jaelithe, et ne tarde pas à entrer au service d'Estcarp, un État dirigé par les sorcières et menacé par de nombreux ennemis. L'un de ces ennemis est le Pays de Gorm, dirigé d'une main de fer par un sinistre et mystérieux Seigneur noir…